# Krčić
Krčić este o arie protejată (sit de importanță comunitară — SCI) din Croația întinsă pe o suprafață de 1.951,61 ha, integral pe uscat.

## Localizare
Centrul sitului Krčić este situat la coordonatele 44°01′50″N 16°15′08″E / 44.03043°N 16.252323°E.

## Înființare
Situl Krčić a fost declarat sit de importanță comunitară în iulie 2013 pentru a proteja 4 specii de animale.

## Biodiversitate
Situată în ecoregiunile alpină și mediteraneană, aria protejată conține 2 habitate naturale: Peșteri inaccesibile publicului, Cascade cu formare de travertin ale râurilor carstice din Alpii Dinarici.
La baza desemnării sitului se află mai multe specii protejate:
- mamifere (2): liliacul mediteranean cu potcoavă (Rhinolophus euryale), liliacul mare cu potcoavă (Rhinolophus ferrumequinum)
- nevertebrate (2): Lindenia tetraphylla, Proterebia afra dalmata